# Oil City (Pennsylvanie)
Pour les articles homonymes, voir Oil City.
La ville d’Oil City est située dans le comté de Lackawanna, dans le Commonwealth de Pennsylvanie, aux États-Unis. Lors du recensement de 2010, elle comptait 10 557 habitants.

## Historique
Le chef sénéca Cornplanter, détenteur des terres depuis un accord de 1796, en avait cédé la moitié à deux colons irlandais, William Connely et William Kinnear, en mai 1818. Le reste des terres fut confisqué par le comté pour non paiement des impôts. Au terme d'une mise aux enchères (novembre 1819), elles échurent à un certain Mathias Stockberger au printemps 1824.
Le 25 juin 1824, Kinnear, Stockerberger et un autre colon (Richard Noyes) établirent une forge, une fonderie, une minoterie et des entrepôts le long de l'Allegheny. La forge exploitait l'énergie d'un roue hydraulique, et la petite cité ouvrière qui se constitua autour des usines était desservie par une halte fluviale pour les navires à aubes remontant la rivière. Ce village prit le nom d’Oil Creek Furnace. Dès les années 1850, un magasin d'alimentation générale ouvrait ses portes.
Les forges restèrent en exploitation jusqu'en 1849, employant 40 ouvriers ; mais la piètre qualité du minerai de fer local entraîna une perte de débouchés, et l'endroit devint un village fantôme. Le coude que formait le fleuve à cet endroit ralentissait les navires, et il n'était pas rare que les passagers doivent passer la nuit dans l'ancien village. Alors, vers 1853, un aubergiste s'y installa et l'établissement connut un tel succès que bientôt deux autres auberges ouvrirent leurs portes, ainsi qu'une économie ménagère et un saloon, the Red Lion, près de la confluence d'Oil Creek.

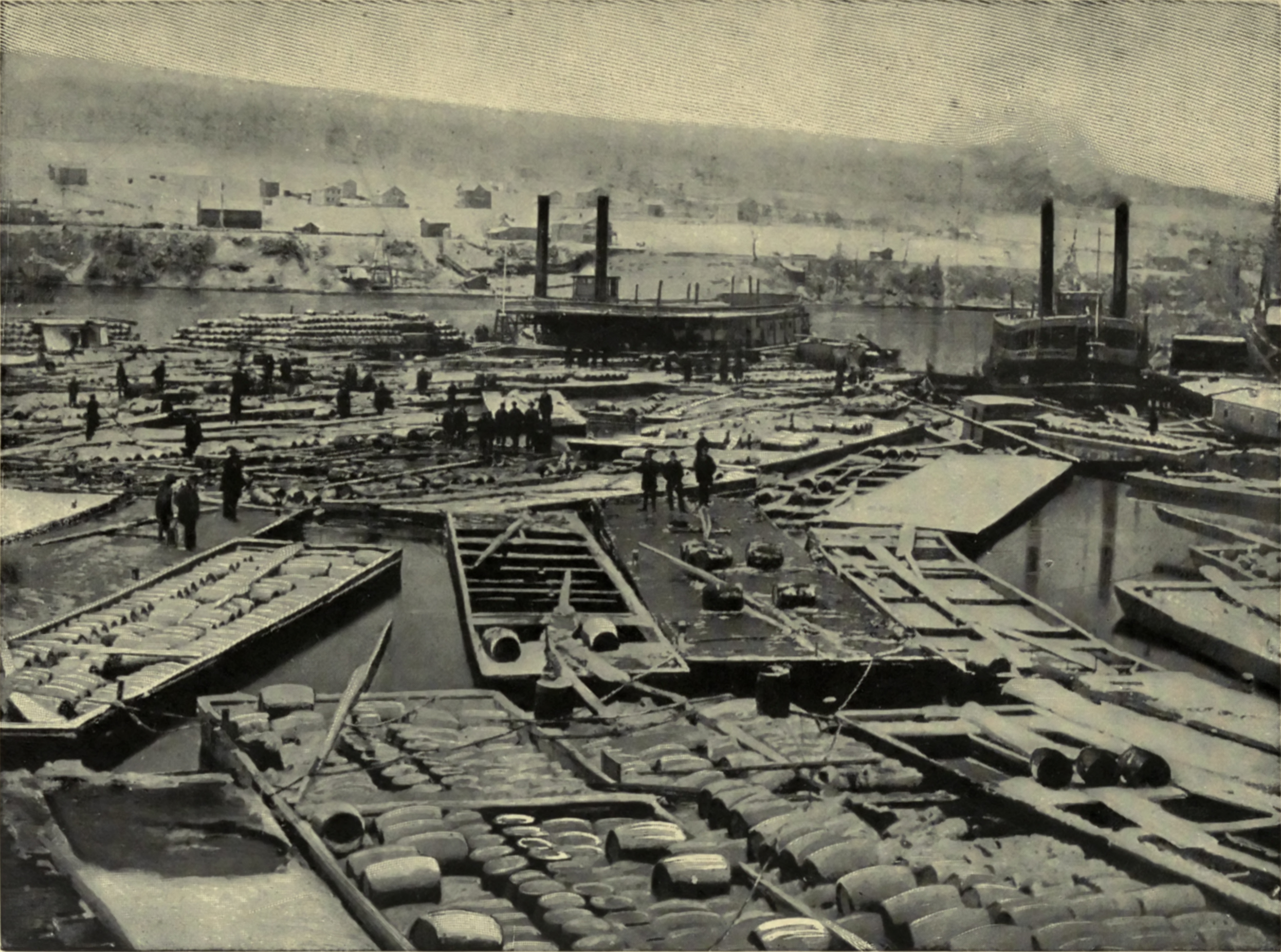
Afflux de chalands à Oil City (1864).

Mais c'est l'essor extraordinaire des premiers forages pétroliers plus en amont, à Titusville, qui provoqua la renaissance du village, qui ne comptait encore que 6 familles en 1859. Dès 1868, plusieurs villes champignons couvrirent la région : outre Oil City, il y eut Petroleum Center, Pithole, Rynd Farm et Titusville. Depuis 1860, le trafic de pétrole constituait de loin la première activité du pays : les chaudronneries (pour les réservoirs et la fixation des conduites) et les entrepôts se multipliaient. Oil Creek était l'un des principaux point de chargement des barges pour Oil City, d'où l'on transbordait les barrils sur les vapeurs à destination de Pittsburgh.

## Géographie
Oil City occupe une vallée à la confluence de l'Allegheny River avec le ruisseau d'Oil Creek, qui la relie à Titusville. Le sous-sol, formé de roches sédimentaires, abonde en fossiles, en particulier sur les collines entourant la ville.
L'Allegheny et le ruisseau d'Oil Creek sont parfois pris par les glaces en hiver, paralysant le trafic fluvial malgré les déversoirs en béton réalisés par l'U.S. Army Corps of Engineers.

## Personnalité liée à la ville
Le pilote de chasse Francis Gabreski est né à Oil City en 1919.

## Source
- (en) Cet article est partiellement ou en totalité issu de l’article de Wikipédia en anglais intitulé « Oil City, Pennsylvania » (voir la liste des auteurs).
- Herbert C. Bell, History of Venango County, Pennsylvania: Its Past and Present, Chicago, Brown, Runk & Co., 1890 (lire en ligne)
- S.J.M. Eaton, Centennial Discourse: A Sketch of the History of Venango County, Pennsylvania, Franklin, Pa., Venango Spectator Job Office, 1876 (lire en ligne)

1. 1 2 3 4 5 6  Bell 1890.
2. 1 2  Eaton 1876.
3. ↑  description de Rynd Farm sur hmdb.org. Consulté le 26 juin 2023.
4. ↑  Sherman 2002.
5. ↑  « US Gazetteer files: 2010, 2000, and 1990 », sur Bureau de Recensement américain, 12 février 2011 (consulté le 23 avril 2011)
6. ↑  « Pittsburgh District – Oil City, PA Ice Control Structure », sur U.S. Army Corps of Engineers, 9 décembre 2005 (consulté le 24 avril 2009)